# Nenad Pepeonik
Nenad Pepeonik (Varaždin, 1940. – Zagreb, 1999.), bio je hrvatski grafički dizajner i likovni umjetnik koji je najplodnije 
godine svog stvaralaštva imao 1970-ih.
Pepeonik je 1973. godine uz tadašnje rukovodioce i članove ULUPUH-a; Ivicu Antolčića, Alfreda Pala, Bernarda Bernardija, Ivana Picelja, Vladimira Stražu, Fedora Kritovca, Mitju Komana, Vahida Hodžića i Tonija Politea bio inicijator osnivanja Zgraf-a, međunarodne izložbe grafičkog dizajna iz Zagreba.

#### Životopis i radovi
Nakon završetka Zagrebačke likovne akademije, trajno se posvetio grafičkom dizajnu.
- Pred kraj svojega života bio je likovni urednik (od 1995. do 1996.) glasila Hrvatskog filmskog saveza - »Hrvatski filmski ljetopis« kojeg je vrlo decentno oblikovao.